# Col des Aravis
Pour les articles homonymes, voir Aravis (homonymie).
Le col des Aravis est le col séparant la commune de La Clusaz en Haute-Savoie de celle de La Giettaz en Savoie. Il est traversé par la route départementale D 909 et constitue le point de passage le plus bas traversant la chaîne des Aravis, à 1 486 mètres d'altitude. Partant d'une altitude modeste mais escarpé, le col des Aravis est en outre franchi parfois par le Tour de France et chaque année par les cyclosportifs sur la Time Megève Mont Blanc.

## Géographie

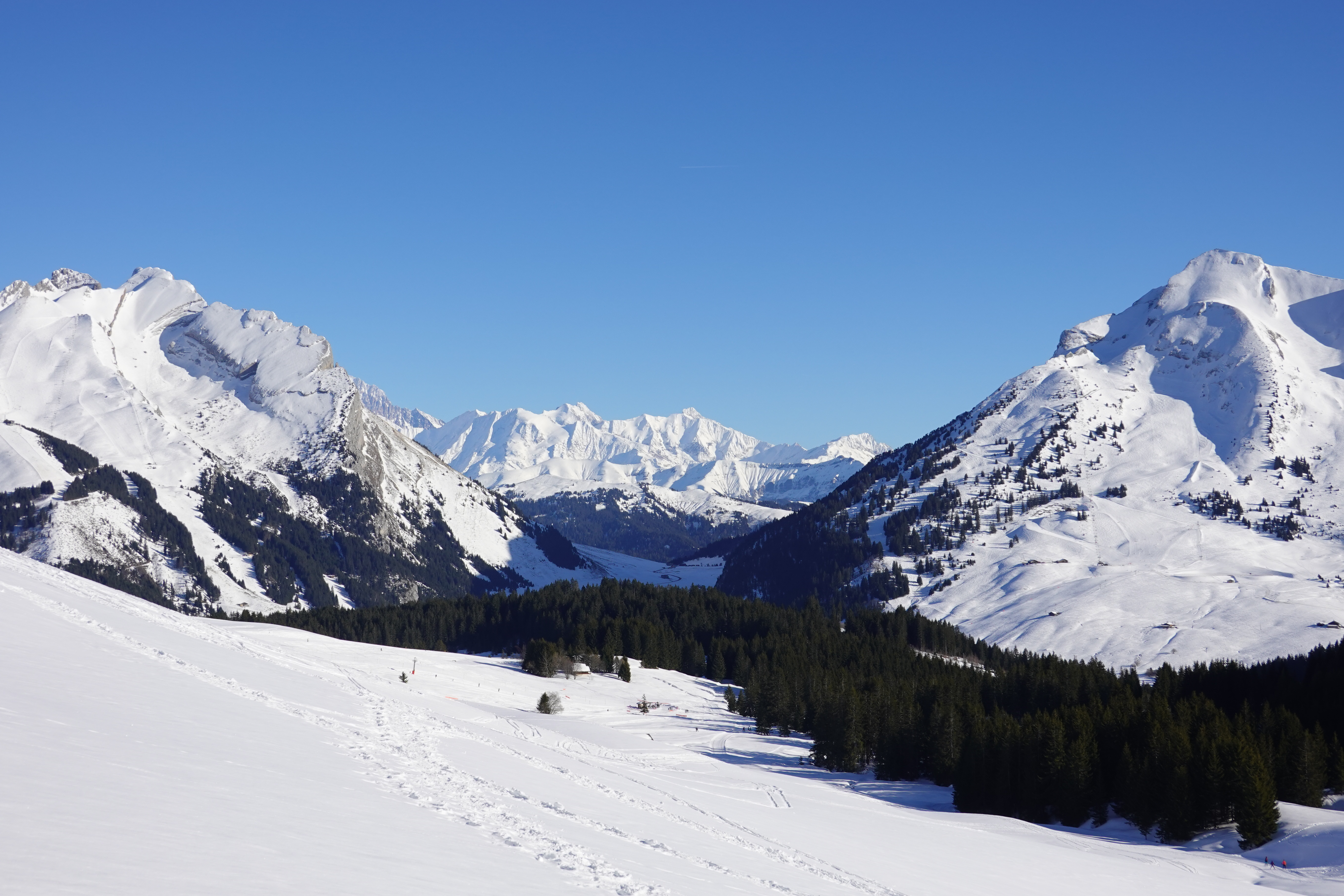
Le col des Aravis (dans l'ombre) vu depuis le plateau de Beauregard au nord-ouest.

## Histoire

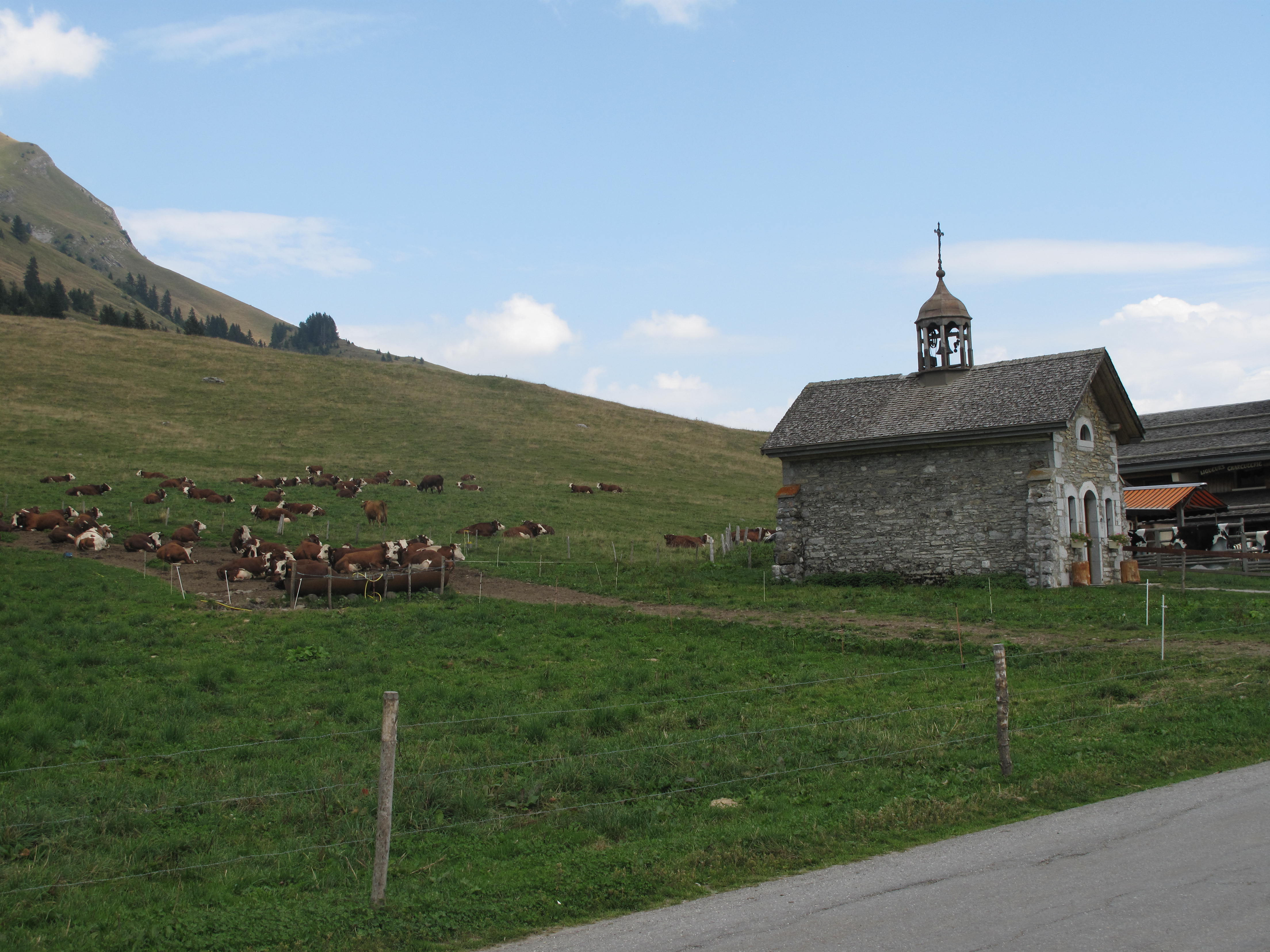
Chapelle Sainte-Anne du col des Aravis.

## Cyclisme

### Cyclisme professionnel

#### Tour de France
Le col des Aravis a été franchi au total à 42 reprises par le Tour de France, dont 19 depuis 1947. Régulièrement classé en 2e catégorie, il est classé en 3e catégorie lors de son dernier passage. Voici les coureurs qui ont franchi les premiers le col :
- 1911 : Émile Georget  France et Paul Duboc  France
- 1912 : Eugène Christophe  France
- 1913 : Marcel Buysse  Belgique
- 1914 : Philippe Thys  Belgique
- 1919 : Honoré Barthélémy  France
- 1920 : Firmin Lambot  Belgique
- 1921 : Léon Scieur  Belgique
- 1922 : Émile Masson  Belgique
- 1923 : Henri Pélissier  France
- 1924 : Giovanni Brunero  Italie
- 1925 : Ottavio Bottecchia  Italie
- 1926 : Omer Huyse  Belgique
- 1927 : Charles Martinet  Suisse
- 1928 : Julien Moineau  France
- 1929 : Nicolas Frantz  Luxembourg
- 1930 : Marcel Mazeyrat  France
- 1931 : Antonin Magne  France
- 1932 : Joseph Demuysere  Belgique
- 1933 : Alfons Schepers  Belgique
- 1934 : Félicien Vervaecke  Belgique
- 1935 : René Vietto  France
- 1936 : Federico Ezquerra  Espagne
- 1937 : Gino Bartali  Italie
- 1948 : Gino Bartali  Italie
- 1955 : Charly Gaul  Luxembourg
- 1960 : Fernando Manzaneque  Espagne
- 1968 : Barry Hoban  Royaume-Uni
- 1975 : Lucien Van Impe  Belgique
- 1980 : Ludo Loos  Belgique
- 1982 : Marino Lejarreta  Espagne
- 1983 : Jacques Michaud  France
- 1984 : Robert Millar  Royaume-Uni
- 1987 : Eduardo Chozas  Espagne
- 1990 : Thierry Claveyrolat  France
- 1991 : Thierry Claveyrolat  France
- 2000 : Marco Pantani  Italie
- 2002 : Mario Aerts  Belgique
- 2006 : Patrice Halgand  France
- 2010 : Jérôme Pineau  France
- 2016 : Thomas De Gendt  Belgique
- 2020 : Richard Carapaz  Équateur
- 2023 : Marc Soler  Espagne

#### Critérium du Dauphiné
Son ascension, classée en 3e catégorie dans l'enchaînement de la descente du col de la Croix-Fry, est au programme de la 4e étape du Critérium du Dauphiné 2020. Prévu le lendemain au départ de Saint-Jean-de-Sixt, il est classé en 2e catégorie.

### Profil de l'ascension
Le col des Aravis, grimpé depuis Flumet sur le versant sud-est, a un profil de 11,5 km à 5,2 %. Cependant, si les 15 premiers hectomètres grimpent, on compte des replats et même une petite descente sur les 3 km suivants. Ce n’est qu’à partir de La Giettaz, dont la traversée est assez pentue, que la route grimpe plus régulièrement sur des pourcentages fréquemment compris entre 6 et 8 % et en épingles.
Le versant nord-ouest, sur son profil le plus long, commence à Thônes pour 18,9 km d’ascension mais réduit à 10,3 km si l’on part de Saint-Jean-de-Sixt (carrefour de la D909 venant de Thônes, la route venant d’Entremont et la D4 venant du Grand-Bornand). Jusqu’à La Clusaz, ce versant est plutôt roulant mais fréquenté par la circulation automobile. Du kilomètre qui précède Saint-Jean-de-Sixt à La Clusaz, on a même un léger fléchissement, avec des pentes à 3-4 % contre des portions à 5-6 % avant. Après La Clusaz, les pourcentages augmentent légèrement mais la pente reste tout de même modérée si ce n’est une portion à 8 % après la bifurcation de la route du col de la Croix Fry. Les ultimes kilomètres sont marqués par de grands lacets à travers les alpages. Le dernier km est en faux-plat. Dans l’ensemble, ce versant est plutôt roulant et régulier.
La descente jusqu’à La Giettaz est technique puisque particulièrement sinueuse avec de surcroît deux courts tunnels obscurs qu’il vaut mieux aborder avec prudence.

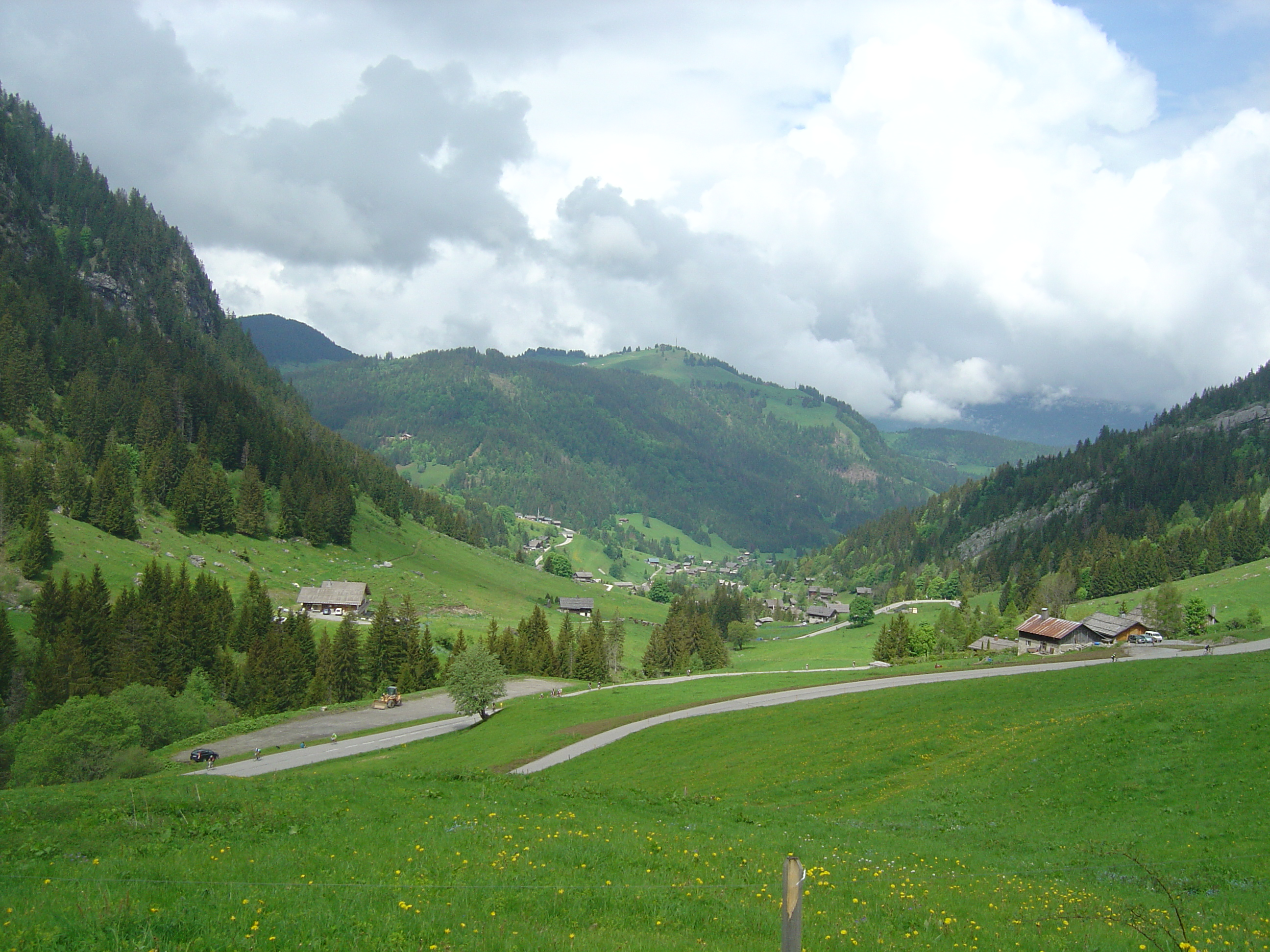
Grands lacets sur le final du versant nord-ouest.
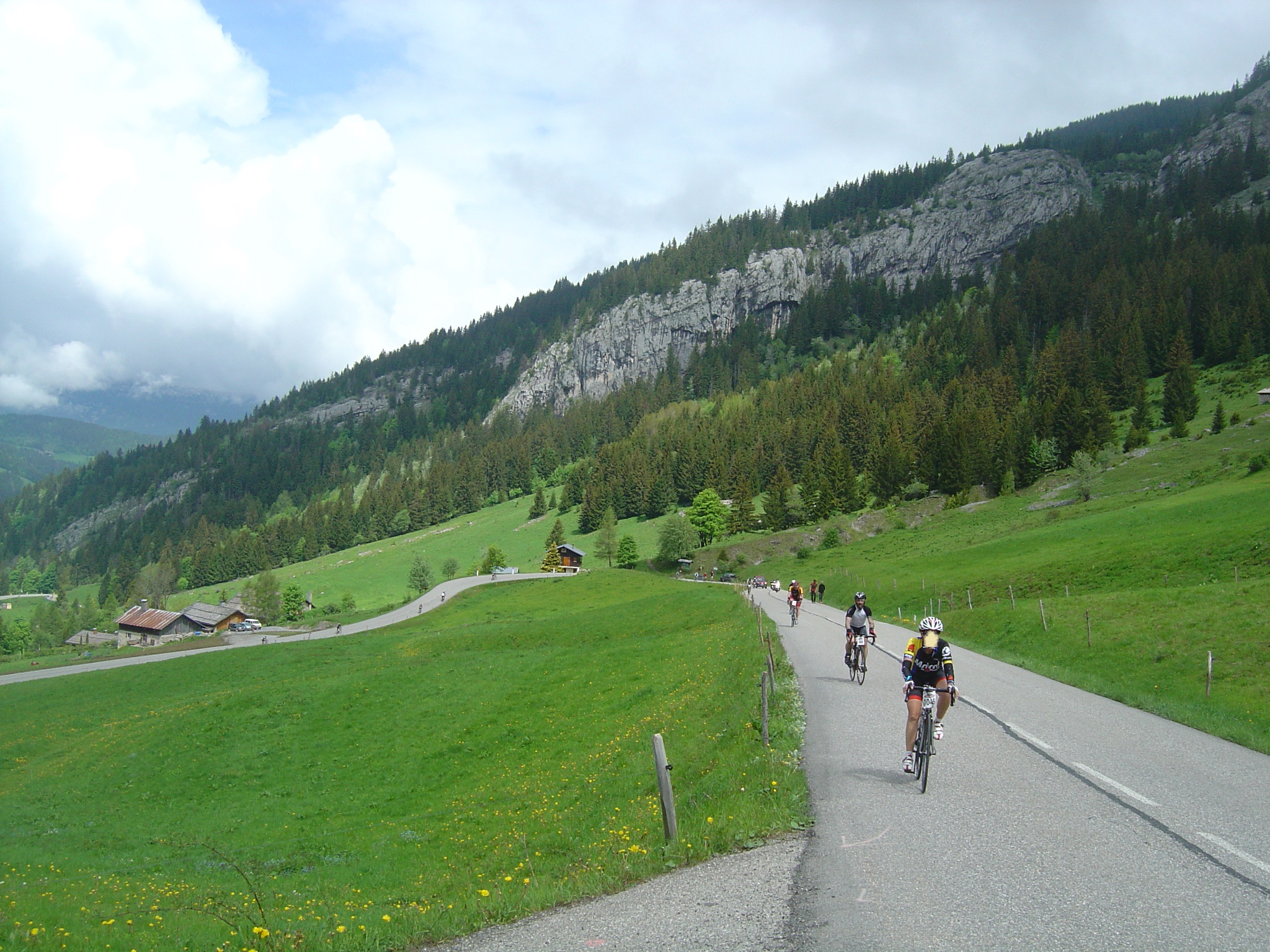
Final du versant nord-ouest.
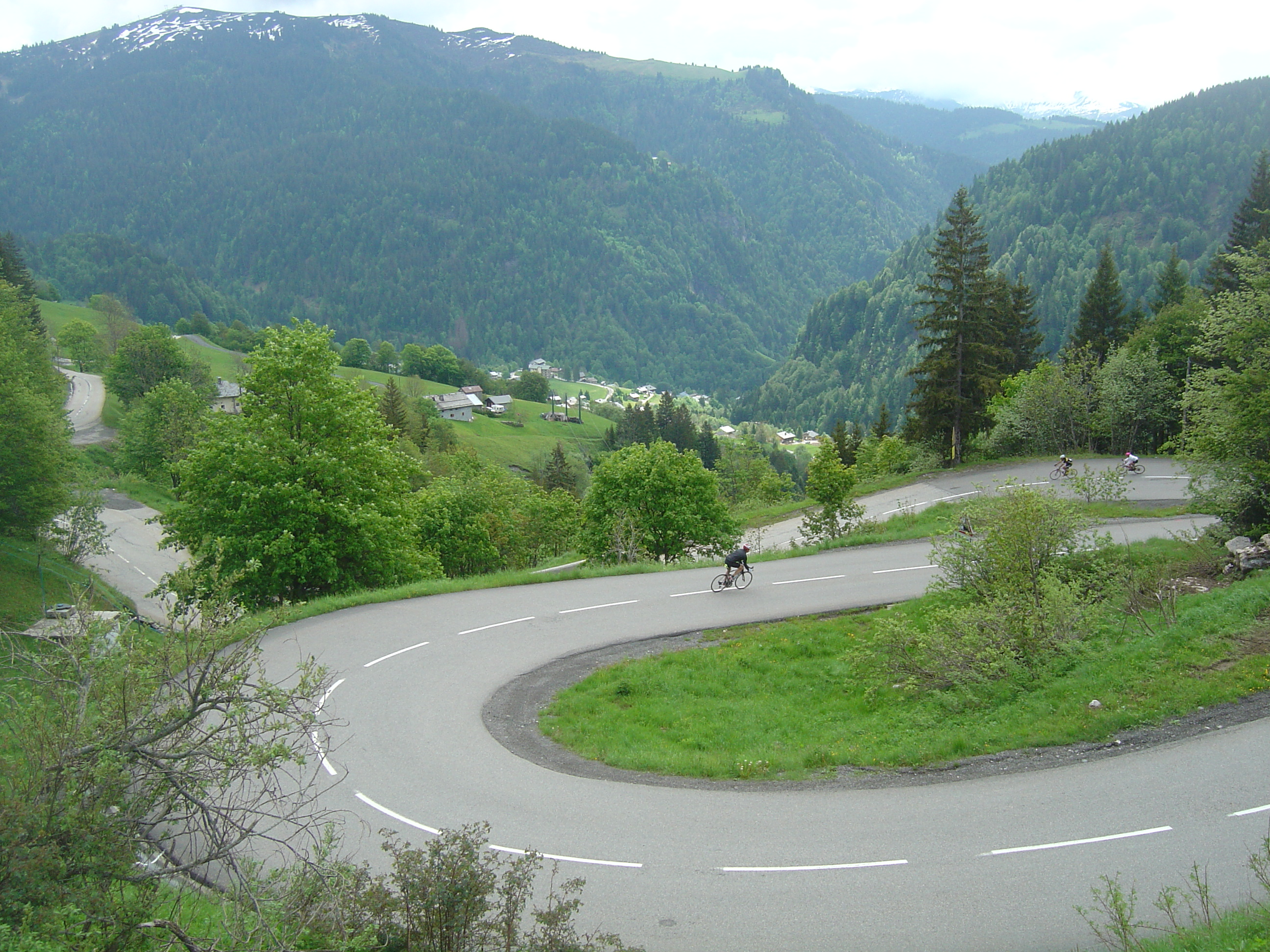
Versant sud-est très sinueux.